# Húsvéthétfő

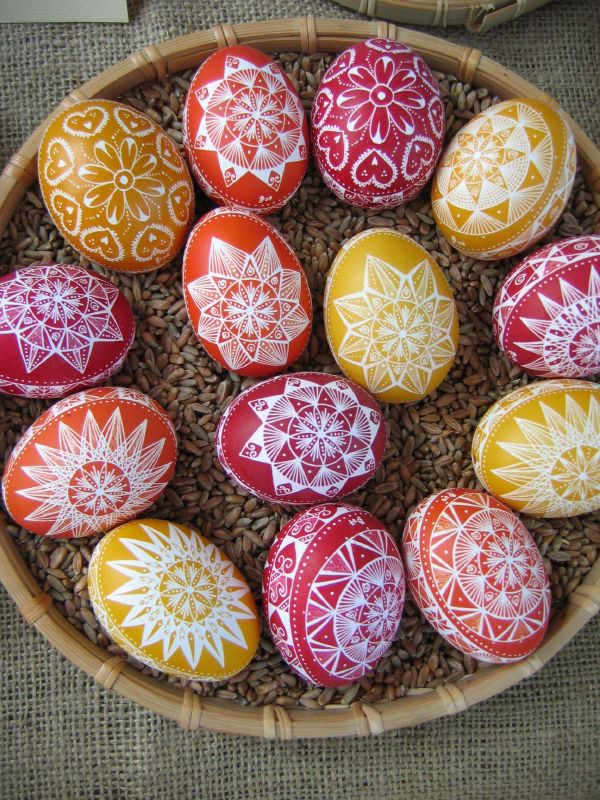
Magyar Balogh Ildikó tojásfestő népi iparművész karcolt tojásai

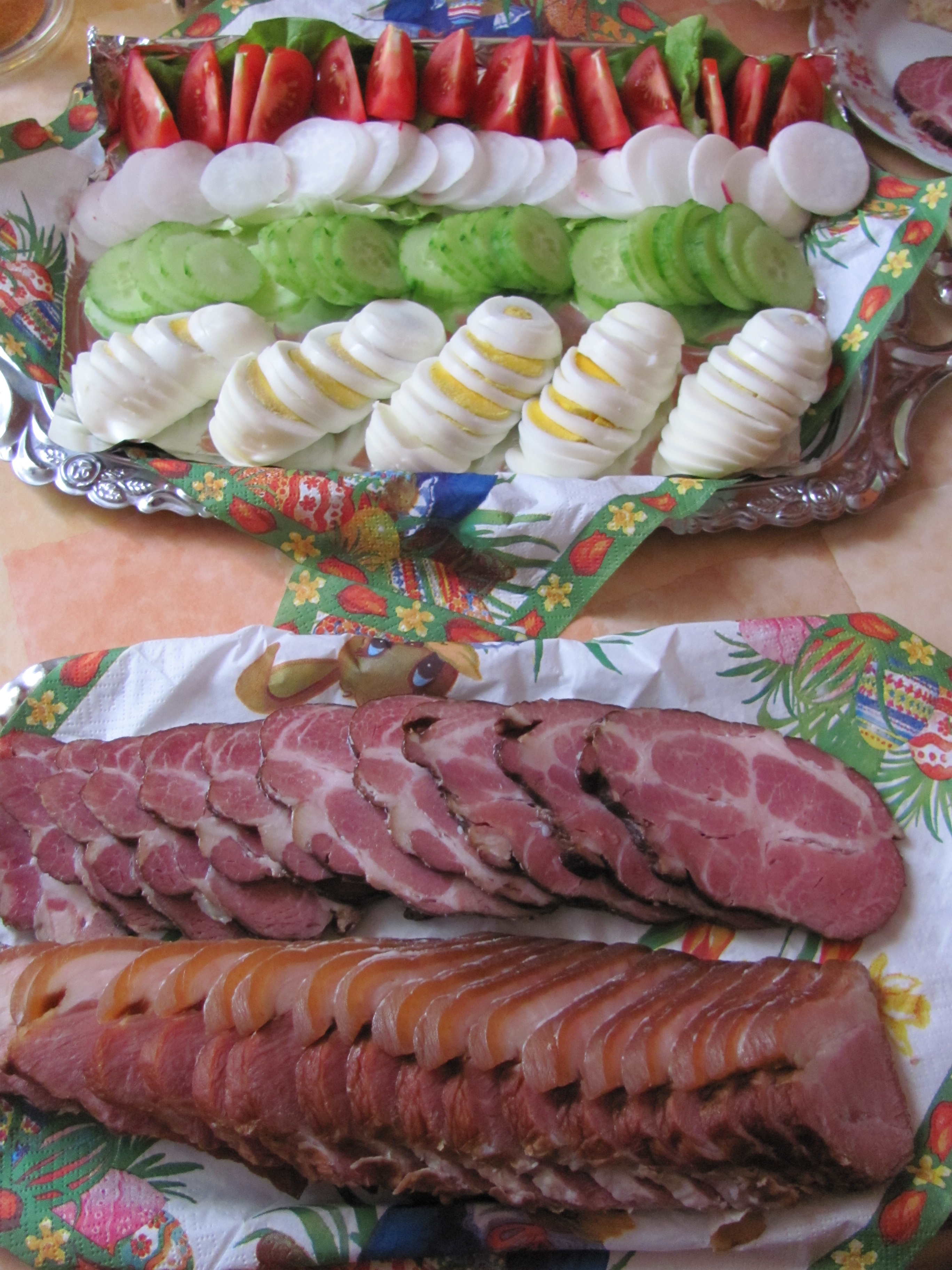
Vendégváró húsvéti reggeli Egerben. A képen látható paradicsom, retek és uborka együtt a magyar nemzeti színeket adják.

Húsvéthétfő (vízbevető hétfő) a húsvét vasárnapi főünnepét követő hét első napja. Az ünnepnek a keresztény egyházban nincs különösebb jelentősége, elsősorban népszokásairól híres. Magyarországon munkaszüneti nap, legkorábbi lehetséges dátuma március 23., legkésőbbi április 26.

## Népszokások
A naphoz kötődő népszokás a locsolkodás, ezért néhol vízbevető hétfő néven is ismerték ezt a napot. Egykor vidéken a lányokat a kúthoz, vályúhoz vitték, és vödörrel leöntötték, de a népszokás ma is, városi környezetben is tovább él. Eredetére nézve termékenységvarázsló célzatú, illetve a víz tisztító hatására is utal. A legények a locsolásért piros vagy hímes tojást kapnak a lányoktól. Sok országban meghonosodott a húsvéti tojásdíszítés, a tojások héjának különféle módszerekkel történő díszítésének művészete.
A tojáshoz kapcsolódó másik hagyomány a tojást hozó húsvéti nyúl, amely valószínűleg német nyelvterületről terjedt el Magyarországon. (A húsvét eredete: az egyik germán istennő a tavaszi nap-éj egyenlőség napján az egyik madarat átvarázsolta egy nyúllá, aki így tojásokat tojt, hogy a gyerekeket boldoggá tegye. Ezek egy idő után színesek lettek.)
Egy legenda szerint mikor Jézus a keresztfán függött, előtte egy asszony egy nagy kosár tojással állt meg imádkozni, és Jézus vére rácseppent a tojásokra. Ezért szokás a húsvéti tojást pirosra festeni. A vallásos magyarázaton túl a piros szín nemcsak a vért, az életet, hanem a szerelmet is jelképezi, és ezért a piros tojás szerelmi ajándék, szerelmi szimbólum is lehet húsvétkor.

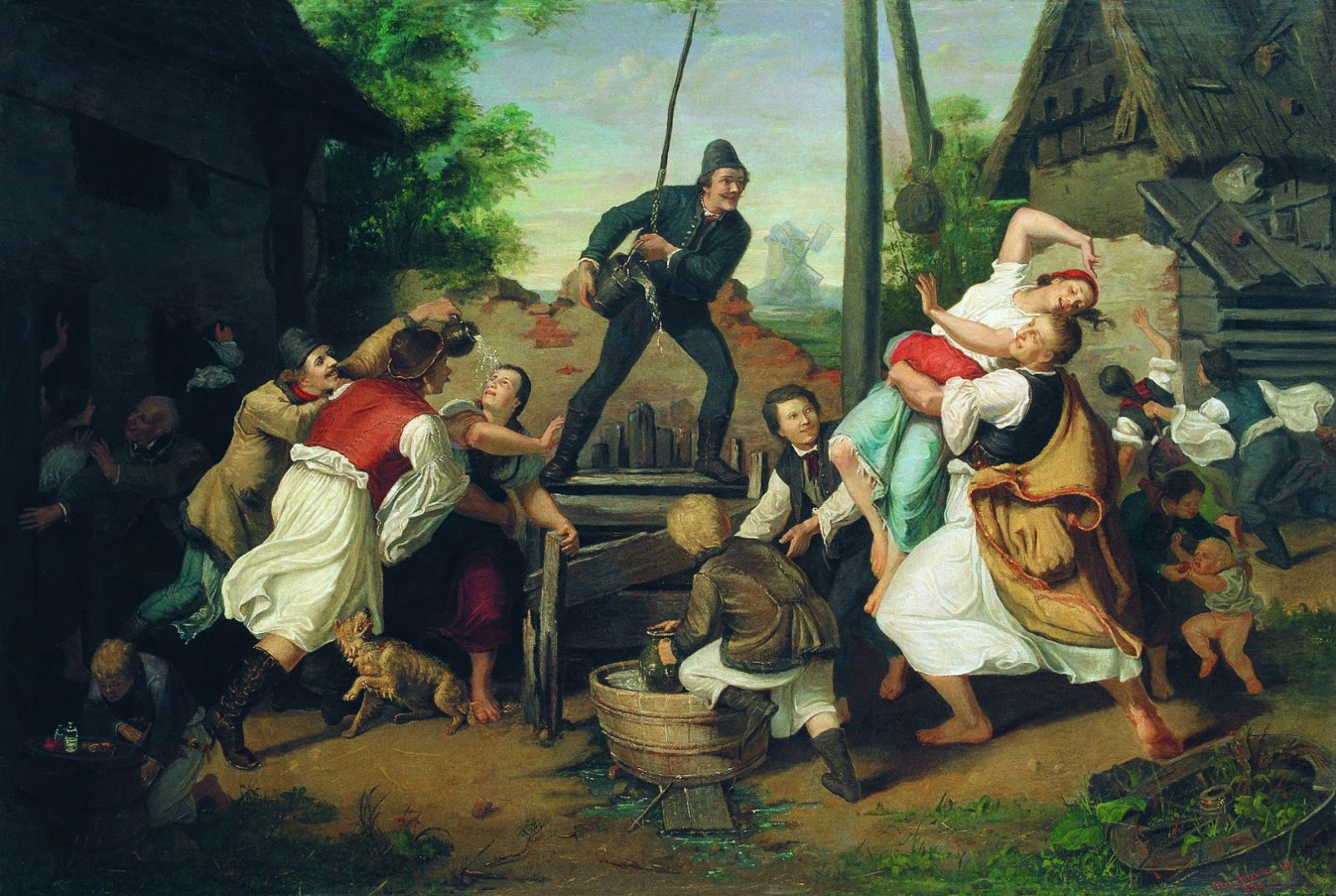
Munkácsy Mihály: Húsvéti locsolkodás
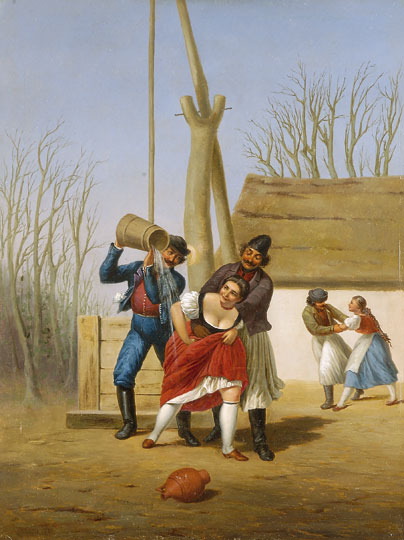
Markó András: Húsvéti locsolkodás

## Dátuma (2010–2040)
- 2010: április 5.
- 2011: április 25.
- 2012: április 9.
- 2013: április 1.
- 2014: április 21.
- 2015: április 6.
- 2016: március 28.
- 2017: április 17.
- 2018: április 2.
- 2019: április 22.
- 2020: április 13.
- 2021: április 5.
- 2022: április 18.
- 2023: április 10.
- 2024: április 1.
- 2025: április 21.
- 2026: április 6.
- 2027: március 29.
- 2028: április 17.
- 2029: április 2.
- 2030: április 22.
- 2031: április 14.
- 2032: március 29.
- 2033: április 18.
- 2034: április 10.
- 2035: március 26.
- 2036: április 14.
- 2037: április 6.
- 2038: április 26.
- 2039: április 11.
- 2040: április 2.

A vastagított szedés a legkorábbi vagy legkésőbbi időpontot jelöli.